# Jirah Dewey Buck
Le docteur Jirah Dewey Buck (1838-1916) était un médecin, écrivain, théosophiste et franc-maçon américain qui travailla à établir la première loge de la Société théosophique aux États-Unis, la Cincinnati Theosophical Society, et la section américaine de la Société théosophique en 1886.

## Biographie
Buck est né aux États-Unis à Fredonia, État de New York, le 20 novembre 1838 de Ruben Buck et Fanny Morton. Il a étudié à l'Académie de Belvidere, Illinois avant d'entamer des études de médecine.
Il recevra sa formation médicale au Homeopathic Medical College de Cleveland et sera diplômé en 1864.
Il commencera à exercer la médecine dès la fin de ses études en tant que médecin homéopathique et médecin généraliste à Cincinnati et exercera pendant plus de 40 ans. Il sera aussi enseignant au Collège médical de Pulte à Cincinnati et à au Homeopathic Medical College de Cleveland, l'institut où il avait obtenu son diplôme.

## Vie de famille
Buck se mariera avec Melissa Claugh (1838-1908) en 1865. Ils auront six enfants : Alice, Cora, Edgar, Charles, Robert et Ruth. Cora sera très active dans la Cincinnati Theosophical Society. Edgar deviendra médecin et pratiquera dans le Kentucky. Après la mort de sa mère en 1910, il retournera à Cincinnati pour s'installer avec son père.
Jirah Buck mourra le 13 décembre 1916 à Cincinnati.

## Activité au sein de la société théosophique
H. P. Blavatsky aurait reçu en 1886 une indication lui disant que Buck serait aidé par les Mahatmas et que la Société théosophique pourrait grâce à lui prendre un immense essor en Amérique. Il intégrera donc la direction de la section américaine de l'organisation le 13 mai 1884 à la suite d'une initiative de Henry Steel Olcott.
Entre 1885 et 1888, un conflit éclatera ente la Société théosophique et la Hermetic Brotherhood of Luxor, une société secrète rivale. Membre des deux organisations, Buck jouera un rôle d'agent double et fournira a H. P. Blavatsky des documents révélant les identités des grands maîtres de la H. B. of L. et des fraudes dont ils se rendaient coupable par le biais de leur société initiatique.
J. D. Buck prononcera un discours au parlement mondial des religions de 1893 dans lequel il affirmera que la théosophie était sous-jacente à toutes les religions, écritures sacrées, philosophies et à tous les enseignements ésotériques.
Les correspondances et autres documents d'archives relatifs aux activités de Buck au sein de la Société Théosophique sont consultables dans les archives de la branche américaine.
Les livres de Josephine Ransom, A Short History of the Theosophical Society, Theosophical Publishing House, 1989 et Sven Eek, Damodar and the Pioneers of the Theosophical Movement, Quest Books, 1978 contiennent de nombreuses informations sur la vie et les activités de J. D. Buck au sein de la Société théosophique.

## Activité au sein de la franc-maçonnerie
Buck fut un membre actif et influent de la franc-maçonnerie.
Dans une notice nécrologique parue dans The Builder, un de ses compagnons maçons écrit :

« Le Docteur Buck fut un membre actif et influent de notre Ordre, tenu en plus haute estime par ses frères et la fraternité - incluant l’honorable trente-troisième degré du Rite écossais dans son obédience du Nord. Il fut un leader reconnu de la pensée maçonnique et de sa propagation ; et bien que nous n'ayons jamais été en mesure de partager toutes les conclusions de son école de pensée, nous n'en sommes pas moins reconnaissant de ses services - sachant que la vérité est plus grande que la doctrine de l'une des quelconques école ou de toutes les écoles mises ensemble...
Son implication en franc-maçonnerie prenait la forme d'un patriotisme spirituel dans l'exposition duquel il était particulièrement impressionnant et éloquent. Sa défense de la liberté de pensée, de la conscience libre, et du droit souverain de l'homme à prier en suivant la seule inclination de son cœur, faisait de lui un croisé - comme chaque maçon doit l'être. »

Dans son livre Modern World Movements: Theosophy and the School of Natural Science, Buck décrit ses conversations sur la langue hébraïque avec James Ralston Skinner, un franc-maçon dont il était proche, et sa correspondance avec Madame Blavatsky.

## Écrits
- The Nature and Aim of Theosophy. An Essay, etc.. Cincinnati: R. Clarke & Co., 1886. Cincinnati: R. Clarke & Co.,1889 (second edition). An essay read before the Cincinnati Literary Club, January 17, 1886. Also published in Swedish in 1889.
- Browning's Paracelsus, and Other Essays. Cincinnati: R. Clarke & Co., 1887.
- A Study of Man and the Way to Health. Cincinnati: R. Clarke & Co., 1889.
- Genius of Freemasonry and the Twentieth-Century Crusade. Chicago: Indo-American Book Co, 1907. Supplemental Harmonic Series - Volume I.
- Constructive Psychology: or, The Building of Character by Personal Effort. Chicago, Indo-American Book Co., 1908. Supplemental Harmonic Series - Volume III.
- The Lost Word Found in the Great Work Magnum Opus. Chicago, 1909.
- Mystic Masonry: or, The Symbols of Freemasonry and the Greater Mysteries of Antiquity. Cincinnati: R. Clarke Co., 1897. Supplemental Harmonic Series - Volume III. Multiple editions, such as Chicago: Indo-American Book Co., 1911. (First American edition, 5th regular edition)  La troisième édition sera renommée Symbolism of Free Masonry or Mystic Masonry and the Greater Mysteries of Antiquity. Également publié en Allemagne: Berlin: Verlag bei Paul Zillmann, 1908.
- Modern World Movements: Theosophy and the School of Natural Science. Chicago: Indo-American Book Co., 1913. Supplemental Harmonic Series - Volume VII. Ce livre compare une organisation de Los Angeles nommée Great School of Natural Sciences avec la Société théosophique.